# Pannazionalismo
Il pannazionalismo è una forma di nazionalismo che si distingue per le rivendicazioni territoriali particolarmente estese e per la definizione di nazione come insieme di culture o gruppi etnici affini. Implica, inoltre, che il "gruppo nazionale" sia distribuito tra diversi Stati.
Condivide con l'ideologia nazionalista l'idea che la nazione è l'unità fondamentale della vita sociale umana, che è, a sua volta, l'unica base legittima di uno Stato. Alcune forme di pannazionalismo, come il pangermanesimo, sono mono-etniche come lo è il nazionalismo "standard". In questo caso si utilizza il prefisso pan- perché l'etnia germanica è diffusa in tutta l'Europa centrale. In altri casi i pannazionalisti parlano di  popoli (per esempio popoli turchi), mentre la nozione classica di Stato-nazione prevede un'unica etnia, cultura e lingua.
Il pannazionalismo non coincide con l'irredentismo: i nazionalisti giustificano la riunione di un territorio basandosi sul fatto che essi sono la terra natale di una nazione. Il fattore di scala gioca, inoltre, un ruolo essenziale: una Grande Albania, anche nella sua visione più estesa, rimane comunque limitata territorialmente; una Grande Germania irredenta, anche se solo alle regioni contigue che parlano tedesco, supererebbe di molto i 100 milioni di abitanti e quindi potrebbe essere chiamata pan-Germania. Il pannazionalismo, infine, non è assimilabile alla riunione di una nazione soggetta a diaspora (ad es. sionismo), perché si propone di concentrare comunità disperse globalmente in una patria ancestrale. Anche le colonie cadono fuori dalla definizione di nazione, poiché tanto i colonizzatori quanto i colonizzati riconoscono di non condividere etnicità, cultura e lingua.
I movimenti nazionalisti delle nazioni più grandi e popolose (ad es. Russia o Germania) sono, per questa ragione, difficili da distinguere da movimenti pannazionalisti. Anche perché spesso hanno nei loro programmi anche elementi pannazionalisti. 
Comunque, al di là dei casi tedesco e russo, i movimenti pannazionalisti solitamente falliscono nel raggiungimento del loro obiettivo e così stati pan-nazionali sono rari o temporanei. È il caso del Comitato degli slavi del sud, fondato nel 1914, che si proponeva la creazione di uno Stato unitario che comprendesse tutte le popolazioni slave meridionali (dette anche "Sud slave" o "jugoslave"), il cui programma trovò piena realizzazione nel 1945 con la nascita della Jugoslavia, per poi dissolversi sanguinosamente negli anni novanta.
Altri esempi di Stati di una certa estensione sono però difficili da assimilare al concetto di Stato pannazionale. Nel 1942 la Germania nazista comprendeva un gran numero di territori annessi, Stati fantoccio, entità civili amministrate dalla Germania, stati collaborazionisti e aree frontaliere amministrate da militari. Le conquiste si ispiravano però, almeno parzialmente, all'idea del Lebensraum (spazio vitale), che non è un concetto strettamente pannazionalista. L'Unione sovietica aveva un'identità sovietica a cui non corrispondevano né un'etnia sovietica né una cultura o una lingua sovietiche. Era, inoltre, certamente influenzata dall'ideale di una pan-Russia, ma anche da considerazioni geopolitiche che richiedevano un territorio molto vasto. La Cina ha una millenaria tradizione di unità culturale ed amministrativa, ma nella "Zhonghua minzu" (Nazione cinese) convivono, oltre al gruppo etnico maggioritario degli Han, non meno di 55 minoranze etniche. Più recente è il caso dell'unità amministrativa realizzata dall'India su una miriade di nazioni differenti per cultura, religione e lingua. La sola osservazione che tanto la Cina quanto l'India abbiano annesso dei territori non è quindi sufficiente per renderli Stati pannazionali.
Il frequente fallimento dei movimenti pannazionalisti, che pure avevano una chiara idea di Stato ideale senza mai riuscire a conseguirlo, è illustrato dalle sorti di turchi, slavi ed americani:
- la Turchia moderna occupa un'area che prima ospitava il cuore dell'Impero ottomano e le sue istituzioni statali sono volutamente di stampo occidentale per creare discontinuità con chi la precedeva. Accanto ad un forte sentimento nazionalista turco sono diffuse idee pannazionali quali il panturchismo (unificazione dei soli popoli turchi) ed il turanismo (unificazione dei popoli turchi insieme ad altri popoli affini individuati in Ungheria e Finlandia, alcune aree dell'Asia centrale, in Corea e in Giappone).
- il panslavismo è un altro ideale molto influente mai concretizzatosi in un megastato che, se includesse anche la Russia, si estenderebbe dal Mar Baltico e Mar Mediterraneo fino all'Oceano Pacifico.
- il panamericanismo emerse nell'America Latina al tempo dei movimenti indipendentistici che ruotavano intorno a figure carismatiche come Simón Bolívar e José de San Martín (prima metà del XIX secolo). Però, per divergenze politiche e interessi particolari, tra le nuove nazioni-stato non emerse mai una federazione che potesse darle attuazione. Successivamente il termine è stato anche utilizzato per designare la politica di cooperazione tra singole nazioni-Stato del continente promossa dagli Stati Uniti. Oggi esiste un panamericanismo latino che propone di sviluppare un inter-americanismo con gli USA. Un esponente molto influente di questa visione è Víctor Raúl Haya de la Torre, peruviano, mentre il bolivarianismo rappresenta una variazione sul tema.

## Esempi
Nazionalismo etnico
- Panarabismo
  - Ba'thismo
- Pangermanesimo
  - Scandinavismo
- Panlatinismo
  - Paniberismo
  - Panispanismo
- Panceltismo
- Panslavismo
  - Jugoslavismo
  - Panrussismo
- Turanismo
  - Panturchismo
- Paniranismo
- Pansirianismo

Nazionalismo religioso
- Panislamismo

Nazionalismo continentale
- Paneuropeismo
  - Identitarismo
- Panafricanismo
- Panamericanismo
  - Patria Grande
  - Bolivarianismo
- Panasiatismo